# Frank Ruiz
Frank Ricardo Ruíz Uceda (Ica, 30 de noviembre de 1966) es un exfutbolista peruano.
Apodado «Muralla», fue un recio defensor central. Fue titular indiscutible del Unión Huaral durante finales la década de 1980. Tras la temporada 1991, es traspasado al Alianza Lima, club por el que más años jugó y en el que dejó buenas impresiones apenas llegado. Luego de su grato paso por el club blanquiazul fichó por el Veria de la liga griega. Para el 2000 recaló en el Deportivo Municipal, club en el que se retiró.

## Carrera
| Club                    | País   | Año         |
| ----------------------- | ------ | ----------- |
| Octavio Espinoza de Ica | Perú   | 1984 - 1986 |
| Unión Huaral            | Perú   | 1987 - 1991 |
| Alianza Lima            | Perú   | 1992 - 1998 |
| Veria F.C.              | Grecia | 1998 - 2000 |
| Deportivo Municipal     | Perú   | 2000 - 2002 |

## Palmarés
| Título           | Club         | País | Año  |
| ---------------- | ------------ | ---- | ---- |
| Primera División | Unión Huaral | Perú | 1989 |
| Torneo Apertura  | Alianza Lima | Perú | 1997 |
| Torneo Clausura  | Alianza Lima | Perú | 1997 |
| Primera División | Alianza Lima | Perú | 1997 |